# 普里額爾古納斯克區
50°25′55″N 118°46′23″E / 50.432°N 118.773°E
普里額爾古納斯克區（俄语：Приаргунский район），是俄羅斯的一個區，位於該國西部，由外貝加爾邊疆區負責管轄，始建於1962年3月30日，面積5,100平方公里，2010年人口21,831，人口密度每平方公里4.28人。